# Landolphia obliquinervia
Landolphia obliquinervia är en oleanderväxtart som beskrevs av Marcel Pichon. Landolphia obliquinervia ingår i släktet Landolphia och familjen oleanderväxter. Inga underarter finns listade i Catalogue of Life.